# Orlando (roman)
Orlando (originaltitel: Orlando: A Biography) är en roman av Virginia Woolf, publicerad den 11 oktober 1928. Romanen är en semibiografi, delvis baserad på Woolfs vän och älskarinna Vita Sackville-Wests liv. Romanen har varit viktig för bland annat engelsk litteratur, kvinnliga författare och genusvetenskap.

## Handling
Boken handlar om den unge mannen Orlando, som levde i England under Elizabeth I:s styre och som bestämt sig för att inte bli gammal. Han levde genom flera tidsåldrar som ung man till en dag då han vaknade upp och upptäckte att han blivit förvandlad till en kvinna. Romanfiguren behöll samma personlighet och intelligens, men hade bytt till en kvinnas kropp. De resterande århundradena fram till tiden för bokens publikation 1928 beskrivs ur en kvinnas synvinkel.

## Bakgrund
Namnet på Woolfs romanfigur är hämtat från titelpersonen i Ariostos riddarepos Orlando furioso från 1532. Denne blev galen av obesvarad kärlek. Woolfs roman om den över 300 år långlivade Orlando är inspirerad av Vita Sackville-West, som Woolf hade en relation med; boken tillägnas den androgyna kvinnan.

## Bearbetningar
- Romanen filmatiserades 1992, med Tilda Swinton i rollen som Orlando och Quentin Crisp i rollen som drottning Elisabet I. Se Orlando (film).
- En av operaversionerna komponerades av Johanna Almark och uppfördes i Helsingfors år 2023.[3]